# В лодке (рассказ)
«В лодке» (англ. Down at the Dinghy) — рассказ Джерома Сэлинджера, впервые опубликованный в ежемесячном журнале «Harper’s Magazine» в апреле 1949 года. Произведение также было включено в сборник писателя «Девять рассказов», выпущенный весной 1953 года издательством «Little, Brown and Company».
В числе основных персонажей рассказа фигурирует Бу-бу Гласс (в замужестве Танненбаум), один из ключевых членов вымышленного семейства Гласс, присутствующего в ряде других рассказов Сэлинджера («Фрэнни и Зуи», «16 Хэпворта 1924 года», «Выше стропила, плотники»). В рассказе также упоминаются другие члены этого семейства — Бадди (дядя Уэбб) и Симор, покончивший жизнь самоубийством.
Произведение состоит из двух частей, в первой из которых представлена беседа двух домашних прислуг, к которой позже присоединяется хозяйка дома, а во второй рассматриваются усилия матери помочь маленькому сыну справиться с его тревогами, пытаясь донести до сына истину, что страх и изоляция могут быть преодолены только путём взаимной поддержки с другими людьми.

## Сюжет
Действие произведения происходит осенью в загородном доме у озера. Повествование начинается со сцены разговора двух домработниц, Сандры и Стеллы, обсуждающих маленького сына хозяйки дома, Лайонела. Сандра очень обеспокоена тем, что мальчик может рассказать миссис Танненбаум об антисемитском замечании кухарки по поводу его отца. В разговор ненадолго включается Бу-бу (хозяйка дома, миссис Танненбаум). После этого она находит своего сына на озере в лодке. Бу-бу заявляет, что она адмирал воображаемого корабля и спрашивает разрешения присоединиться к нему. Однако мальчик противится этому и выбрасывает в воду аквалангистскую маску, в которой раньше нырял его дядя Симор, а позже и цепочку для ключей, которую ему дала мать. Лайонел начинает реветь и Бу-бу спускается  к нему в лодку в попытке успокоить его. Мальчик рассказывает матери, как слышал, что Сандра назвала отца «большим грязным евреем». В итоге матери удаётся успокоить Лайонела, и в завершение рассказа они вдвоём бегом возвращаются к дому.

## Анализ
Первоначально имевший название «Убийца в лодке», рассказ содержит некоторые отсылки к биографии самого автора. Лайонел напоминает четырёхлетнего Сэлинджера, который имел привычку убегать из дома, сталкиваясь с конфликтной ситуацией. Также на футболке мальчика изображён «Страус Джером», указывая на имя писателя.
Как американский солдат, лично принимавший участие в освобождении нескольких нацистских концентрационных лагерей, автор рассматривает в рассказе вопрос антисемитизма. Сэлинджер, наполовину еврей, в школьные годы сам подвергался этнической дискриминации со стороны своих одноклассников и рассказ «В лодке» является своеобразной ответной реакцией на эти события.